# Raoni Metuktire

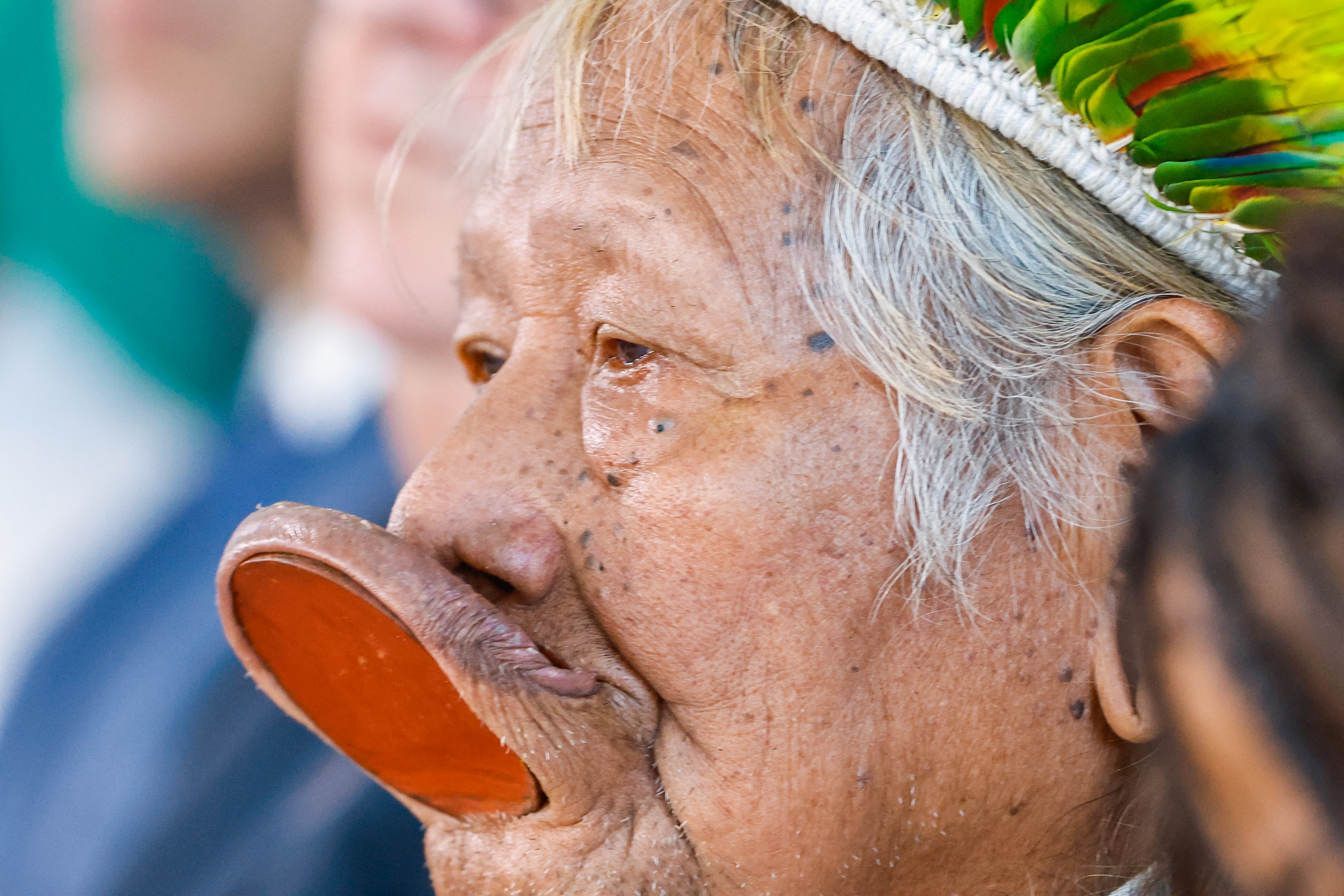
Raoni Metukire bär alltid en traditionell läpplatta i offentliga sammanhang.

Raoni Metuktire, även känd som Chief Raoni eller Ropni, född 1932, är en brasiliansk miljöaktivist och ledare för ursprungsfolket Kayapo. 
Kayapo-folket kommer från slättmarkerna i Mato Grosso och Pará i Brasilien, söder om Amazonfloden längs Xingufloden och dess bifloder. Raoni Metuktire har blivit en frontfigur för kampen för bevarandet av Amazonas regnskog och ursprungsbefolkningarnas kultur.
I offentliga sammanhang bär Raoni Metuktire en traditionell läpplatta(en), huvudbonad av färgglada fjädrar och pärlhalsband.